# کاکایی‌های راستین
کاکایی‌های راستین (نام علمی: Larus) یک سرده بزرگ از کاکایی‌ها با پراکندگی در سراسر جهان است (بیشترین تنوع گونه‌ای در نیم‌کره شمالی است).
بسیاری از گونه‌های آن پرندگان فراوان و شناخته شده‌ای در محدوده خود هستند. تا حدود سال‌های ۲۰۰۵ تا ۲۰۰۷، بیشتر کاکایی‌های در این سرده قرار می‌گرفتند، اما اکنون این آرایش به‌عنوان چندتباری شناخته می‌شود که منجر به احیای سرده‌های ماهی‌آله، کاکایی‌های رنگین‌سر، کاکایی‌های سفیدوخاکستری و کاکایی کوچک می‌شود (این آخری بیشتر از بقیه سرده‌ها شناخته شده‌است) برای چندین گونه که به‌طور سنتی در سردهٔ کاکایی‌های راستین گنجانده شده‌است.
آنها به‌طور کلی پرندگان متوسط تا بزرگ هستند، معمولاً خاکستری یا سفید، اغلب با نشانه‌های سیاه روی سر یا بال‌های خود دارند. آنها دارای نوک بلند و تنومند و پاهای پرده‌دار هستند.
آرایه‌شناسی کاکایی‌های بزرگ در مجموعه کاکایی شاه‌ماهی‌خوار و کاکایی پشت‌سیاه کوچک بسیار پیچیده‌است و مقامات مختلف بین دو تا هشت گونه را تشخیص می‌دهند.

## آرایه‌شناسی
سردهٔ کاکایی‌های راستین  در سال ۱۷۵۸ توسط طبیعت‌شناس سوئدی کارل لینه در ویرایش دهم سامانه طبیعی خود معرفی شد. نام سرده از واژهٔ یونان باستان laros (λάῥος) یا به لاتین کاکایی‌های راستین است که به نظر می‌رسد به کاکایی‌ها یا دیگر پرندگان دریایی بزرگ اشاره داشته باشد. گونه نماد آن کاکایی پشت‌سیاه بزرگ (Larus marinus) است.

### گونه‌ها
این سرده دربردارندهٔ شامل ۲۴ گونه است.

#### سنگواره‌ها
سنگواره‌های کاکایی‌سردهٔ کاکایی‌های راستین از میوسن میانی، حدود ۲۰ تا ۱۵ میلیون سال پیش، شناخته شده‌است. تخصیص فسیل‌های قبلی به این سرده به‌طور کلی رد شده‌است. جغرافیای زیستی از سوابق فسیلی نشان می‌دهد که این جنس در شمال اقیانوس اطلس تکامل یافته و در سراسر جهان در طول پلیوسن گسترش یافته‌است، زمانی که به نظر می‌رسد تنوع گونه‌ها مانند بیشتر پرندگان دریایی بالاترین میزان بوده‌است.
- Larus sp. (میوسن میانی گروند، اتریش)
- Larus sp. (میوسن میانی رومانی)[۲]
- Larus sp. (دیر؟ میوسن/پلیوسن اولیه معدن لی کریک، ایالات متحده) - چندین گونه[۲]
- Larus elmorei (پلیوسن اولیه/میانی دره استخوان، جنوب شرقی ایالات متحده)
- Larus lacus (پلیوسن اواخر Pinecrest، جنوب شرقی ایالات متحده)
- Larus perpetuus (پلیوسن اواخر Pinecrest، جنوب شرقی ایالات متحده)
- Larus sp. (سن دیگو پلیوسن پسین در جنوب غربی ایالات متحده)
- Larus oregonus (پلیوسن پسین - پلیستوسن پسین از غرب-مرکز ایالات متحده)
- Larus robustus (پلیوسن پسین - پلیستوسن پسین از غرب مرکزی ایالات متحده)
- Larus sp. (پلیستوسن اواخر دریاچه مانیکس در غرب ایالات متحده)

## گونه حلقوی

کاکایی‌های راستین در حلقه‌ای در اطراف قطب شمال آمیخته می‌شوند: 1. L. argentatus argentatus ; 2. L. fuscus sensu stricto ; 3. L. fuscus heuglini ; 4. L. argentatus birulai ; 5. L. argentatus vegae ; 6. L. argentatus smithsonianus ; 7. L. argentatus argenteus

گروه حلقوی گونه‌های کاکایی‌های راستین اغلب به عنوان نمونه کلاسیک گونه حلقه‌ای ذکر شده‌است. دامنه این کاکای‌های حلقه ای را در اطراف قطب شمال تشکیل می‌دهد. کاکایی شاه‌ماهی اروپایی که عمدتاً در بریتانیای کبیر و اروپای شمالی زندگی می‌کند، می‌تواند با کاکایی شاه‌ماهی آمریکایی (که در آمریکای شمالی زندگی می‌کند) دورگه شود که همچنین می‌تواند با کاکایی وگا یا شرق سیبری که زیرگونه غربی آن، کاکایی بیرولا است، آمیخته شود. می‌تواند با کاکایی سیبری دورگه شود که به نوبه خود می‌تواند با کاکایی سیبری با پشت‌سیاه کوچک تلاقی کند (هر چهار مورد در شمال سیبری زندگی می‌کنند). آخرین نماینده شرقی کاکایی پشت‌سیاه کوچک پشت سیاه در شمال غربی اروپا، از جمله بریتانیای کبیر است. با این حال، کاکایی پشت‌سیاه کوچک و شاه‌ماهی‌خوار به اندازه کافی متفاوت هستند که به ندرت با هم آمیخته شوند؛ بنابراین، گروه کاکایی به جز در اروپا، جایی که این دو اصل و نسب به هم می‌رسند، زنجیره ای را تشکیل می‌دهند. با این حال، یک مطالعه ژنتیکی اخیر نشان داده‌است که این مثال بسیار پیچیده‌تر از آنچه در اینجا ارائه شده‌است، است و احتمالاً یک گونه حلقه واقعی را تشکیل نمی‌دهد.